# Morten Slundt
Morten Slundt (* 26. Mai 1984 in Tårnby) ist ein ehemaliger dänischer Handballspieler, der für die dänische Nationalmannschaft auflief. 

## Karriere
Slundt begann das Handballspielen bei JGI, einem Gründungsmitglied von HØJ. Später spielte er für GOG und Hillerød HK. Seine nächste Spielerstation war der dänische Zweitligist Roskilde Håndbold. Im Januar 2007 wechselte der Rückraumspieler zum Erstligisten Nordsjælland Håndbold. Mit Nordsjælland nahm er in der Saison 2010/11 am EHF-Pokal teil. 2011 unterschrieb er einen Zweijahresvertrag beim Bundesligaaufsteiger Eintracht Hildesheim. Im Februar 2012 wurde Slundt während der laufenden Saison vom Ligakonkurrenten HBW Balingen-Weilstetten verpflichtet. In seinem ersten Pflichtspieleinsatz zog sich Slundt eine Schulterverletzung zu. Da der Däne in Folge der Verletzung ausschließlich Aufbau- und Einzeltraining erhielt, litt darunter die Integration beim HBW. Infolgedessen einigte sich der Däne mit dem HBW auf eine Vertragsauflösung. Slundt schloss sich im Sommer 2012 dem dänischen Erstligisten Aalborg Håndbold an, mit dem er 2013 die Meisterschaft gewann. Im Sommer 2016 unterschrieb er einen Vertrag beim HC Midtjylland. Im Dezember 2017 wurde er am dänischen Zweitligisten HØJ ausgeliehen. Nachdem der HC Midtjylland am Saisonende 2017/18 Konkurs anmeldete, unterschrieb er einen Vertrag bei HØJ. Dort beendete er nach der Saison 2022/23 seine Karriere.
Slundt nahm im November 2011 mit Dänemark an einer Länderspielserie gegen Norwegen teil. Der Rückraumakteur bestritt drei Länderspiele binnen drei Tagen, in denen er insgesamt acht Treffer erzielte.

## Sonstiges
Er hat zwei Kinder.